# Établissements Cegga
Établissements Cegga war ein im waadtländischen Aigle ansässiger Schweizer Hersteller von Sportwagen, der in den 1960er-Jahren zwei Rennwagen für die Formel 1 konstruierte. Eines der Fahrzeuge wurde 1962 zu zwei Formel-1-Rennen gemeldet; ein regulärer Rennbetrieb im Grand-Prix-Sport liess sich allerdings nicht realisieren.

## Das Unternehmen
Établissements Cegga wurde 1960 von den Geschwistern Claude und Georges Gachnang in Aigle gegründet. Die Unternehmensbezeichnung Cegga ergab sich aus der Zusammenstellung der Anfangsbuchstaben von Claude  Et Georges Gachnang, Aigle.
Das Unternehmen entstand aus der Rennleidenschaft der Brüder Gachnang. Georges Gachnang war ein Hobbyrennfahrer, der seit den 1950er-Jahren an zahlreichen Rennen teilnahm; sein Bruder Claude war in erster Linie für die Vorbereitung der eingesetzten Rennwagen verantwortlich. 1960 startete Georges Gachnang zusammen mit André Wicky beim 24-Stunden-Rennen von Le Mans. Sie brachten ihren von Claude Gachnang vorbereiteten AC Ace mit Bristol-Motor ins Ziel, hatten aber mit 239 von 314 möglichen Runden eine zu geringe Distanz zurückgelegt, um klassifiziert zu sein. Später übernahmen die Gachnang-Brüder einen 1958 hergestellten Ferrari 250 Testa Rossa (Fahrgestellnummer 0742TR) und rüsteten ihn auf die 1961er Spezifikation um. Das Fahrzeug hiess daraufhin Cegga-Ferrari 3000S. Georges Gachnang fuhr das Auto 1961 und 1962 bei Bergrennen. Das 1000-km-Rennen am Nürburgring 1962 beendete er mit diesem Fahrzeug an der 17. Stelle der Gesamtwertung; ein Ergebnis, das gleichzeitig dem dritten Rang in der Klasse für Sportwagen bis 3-Liter-Hubraum entsprach.
1960 gründeten die Gachnang-Brüder in Aigle einen Garagenbetrieb, in dem sie begannen, eigene Sportwagen aufzubauen. Die durch die Überarbeitung und Herstellung von Sportwagen gewonnenen Erfahrungen mündeten in einem Formel-1-Auto, das die Gachnang-Brüder 1961 entwickelten und aufbauten. Einige Jahre später entstand ein weiteres Formel-1-Auto, das nicht über die Testphase hinauskam.
Cegga bestand bis 1970. Die Familie Gachnang blieb jedoch mit der 1972 von Georges Gachnang gegründeten Autogarage weiterhin in der Automobilbranche tätig.

## Der Cegga-Maserati
Ceggas erstes Formel-1-Auto ruhte auf einem zumeist als „unkompliziert“ beschriebenen Rohrrahmen, der den Konstruktionen ähnelte, die bereits bei den vorangegangenen Cegga-Sportwagen verwendet worden waren. Alle Räder waren einzeln aufgehängt. Als Antrieb diente ein 1,5 Liter grosser Vierzylindermotor, der vom italienischen Sportwagenhersteller Maserati bezogen wurde; von dort kam auch das Fünfganggetriebe.
Die Établissements Cegga meldeten das Fahrzeug erstmals für den Grand Prix de Pau, ein nicht zur Formel-1-Weltmeisterschaft zählendes Rennen, das im April 1962 abgehalten wurde. Fahrer war der Schweizer Maurice Caillet. Caillet nahm am Training teil, konnte sich allerdings nicht qualifizieren. Einen Monat später trat das Unternehmen zum Gran Premio di Napoli auf dem Kurs von Posillipo an; auch hier verpasste Caillet die Qualifikation. Danach stellten die Gachnang-Brüder ihre Formel-1-Bemühungen ein.
Georges Gachnang berichtete später, Maserati habe Interesse an einer Weiterentwicklung des Formel-1-Projekts gehabt und Werksunterstützung für künftige Einsätze angeboten. Die Idee habe sich allerdings wegen familiärer Probleme nicht realisieren lassen. Stattdessen wurde der Cegga-Maserati verkauft. Das Auto wurde in den folgenden Jahren in erster Linie bei Bergrennen eingesetzt; Fahrer war hier unter anderem Albino Fontana.

## Der Cegga-Ferrari
1966 entstand bei Cegga ein weiteres Auto für die Formel 1, das mit einem Zwölfzylindermotor von Ferrari ausgestattet war. Das Fahrzeug hatte Ähnlichkeiten mit dem Lotus 24. Georges Gachnang testete den Wagen auf dem Kurs von Monza. Ein werksseitiger Renneinsatz in der Formel 1 liess sich allerdings nicht finanzieren.
Der Wagen wurde stattdessen ab 1967 bei Bergrennen in der Schweiz und in Frankreich eingesetzt. Fahrer war zunächst Georges Gachnang. Später übernahm Philippe Panis, der Vater des Formel-1-Piloten Olivier Panis, den Wagen.

## Trivia
Georges Gachnang ist der Grossvater des Schweizer Formel-1-Piloten Sébastien Buemi und der Rennfahrerin Natacha Gachnang.